# Elunda
Elunda (em grego: Ελούντα; romaniz.: Elounda), alternativamente transliterada Elounta ou Elouda, é uma pequena cidade na costa norte da ilha de Creta. Faz parte do município de Ágios Nikolaos, pertencendo recentemente à unidade regional de Lasíti. A cidade possui uma economia baseada na agricultura, turismo, pesca, comércio de sal e extração de esmeril. No último censo realizado foram contabilizados mais de 2200 habitantes em Elunda.
A estrada de Elunda que a liga com Ágios Nikolaos possuía aproximadamente 12 km de comprimento, passando pelo cume de uma montanha local de pequeno porte, sendo que do topo é possível avistar toda a dimensão da baía de Mirabelo. É famosa por seus resorts à beira-mar, sendo que notoriedades como o primeiro-ministro Andréas Papandréu e a família real da Arábia Saudita costumam visitá-la quase todos os anos; em 1984 o presidente da França François Mitterrand e o ex-ditador líbio Muammar al-Gaddafi encontraram-se em um resort de luxo de Elunda para discutirem acerca de resolução de conflitos no Chade.
A pequena aldeia de pescadores de Placa localiza-se a 5 km de Elunda. A cidade é a mais próxima da ex-colônia de leprosos de Espinalonga (grego: Σπιναλόγκα), localizada na ilha chamada Calidão (grego: Καλυδών). Espinalonga é notável por ter sido uma colônia de leprosos entre 1903 e 1957. 

## História
Elunda é habitada deste os tempos minoicos, no entanto, tornou-se uma terra notória apenas com o advento da pólis de Olunte. Durante sua história manteve constantes disputas territoriais com a vizinha cidade de Lato, no entanto, em dado momento ambas as pólis chegaram a um acordo de paz definitivo. A economia de Olunte aparentemente foi baseada no comércio marítimo, na trituração de conchas para produção de tintas e na mineração de pedras das redondezas; houve cunhagem de moedas e nestas havia a efígie de Dédalo, assim como de Zeus e Britomartis, estrelas e golfinhos eram usados como égide. Encontra-se atualmente submersa, tendo tal fato ocorrido possivelmente por um deslizamento de terra ou então em decorrência do terremoto que assolou o Egeu no ano 780 d.C.
Durante os períodos romano e bizantino a cidade floresceu como é evidenciado pelas duas catedrais descobertas nas proximidades da cidade; uma desta foi erigida no século e apresenta típicos mosaicos bizantinos. Durante o século VII a cidade sofreu com o súbito aparecimento de corsários árabes no mediterrâneo. Um deslizamento ou um tremor em 780 provocou a destruição da cidade que foi abandonada por seus habitantes que migraram para aldeias interioranas.
Durante o período veneziano a cidade voltou a prosperar, tendo sido reconstruída e melhorada, especialmente seu porto, em decorrência do lucrativo comércio de sal da região. Em 1579, os venezianos construíram uma poderosa fortaleza na ilha de Calidão sobre as ruínas de uma antiga acrópole, para que tal protegesse o porto de Elunda de ataques de piratas e dos otomanos que estava se infiltrando na região. Embora a ilha tenha caído em 1669 sob poderio dos otomanos; os venezianos mantiveram seu controle sobre a fortaleza de Calidão até 1715.
Após a dominação turca e com a unificação cretense com a Grécia em 1913, a cidade de Elunda voltou a crescer atingindo, em 1928, 1500 habitantes. Durante a Segunda Guerra Mundial os alemães fortificaram a cidade para evitar que aliados desembarcassem nela.

## Ficção
Elunda foi usada para as filmagens da popular série de televisão BBC Quem paga o barqueiro? no final de 1970. É o cenário para o romance de Belinda Jones, Out of the Blue. É apresentada no romance de Victoria Hislop, A ilha, sendo que este romance foi adaptado como mini-série começando sua exibição em outubro de 2010.